# ATP Challenger Wall
Das ATP Challenger Wall (offiziell: Wall Challenger) war ein Tennisturnier, das einmalig 1978 in Wall Township, New Jersey, stattfand. Es gehörte zur ATP Challenger Tour und wurde im Freien auf Hartplatz gespielt.

## Liste der Sieger

### Einzel
| Jahr | Sieger      | Finalgegner   | Ergebnis |
| ---- | ----------- | ------------- | -------- |
| 1978 | Johan Kriek | Matt Mitchell | 6:1, 7:6 |

### Doppel
| Jahr | Sieger                     | Finalgegner                | Ergebnis |
| ---- | -------------------------- | -------------------------- | -------- |
| 1978 | Peter Rennert Kevin Curren | Jai Di Louie Haroon Ismail | 6:3, 6:2 |